# Cichlasomatinae
Cichlasomatinae là một phân họ trong họ Cá hoàng đế. Phân họ này bao gồm tất cả các loài cá hoàng đế bản địa của Caribe (Cuba và Hispaniola), Hoa Kỳ (miền nam Texas), México và Trung Mỹ, và một số loài khác ở Nam Mỹ (các phân họ khác ở Nam Mỹ là Astronotinae, Cichlinae, Geophaginae và Retroculinae). Phân họ Cichlasomatinae thường được chia thành 2 tông: Cichlasomatini và Heroini.

## Các chi
Phân họ này gồm khoảng 47 chi và 260 loài:
- Acaronia Myers, 1940
- Aequidens Eigenmann & Bray, 1894
- Amatitlania Schmitter-Soto, 2007
- Amphilophus Agassiz, 1859
- Andinoacara Musilová, Říčan & Novák, 2009
- Archocentrus Gill, 1877
- Australoheros Říčan & Kullander, 2006
- Bujurquina Kullander, 1986
- Caquetaia Fowler, 1945
- Chiapaheros McMahan & Piller, 2015 [2]
- Cichlasoma Swainson, 1839
- Cincelichthys McMahan & Piller, 2015 [2]
- Cleithracara Kullander & Nijssen 1989
- Cryptoheros Allgayer, 2001
- Guianacara Kullander & Nijssen, 1989
- Herichthys Baird & Girard, 1854
- Heroina Kullander, 1996
- Heros Heckel, 1840
- Herotilapia Pellegrin, 1904 [2]
- Hoplarchus Kaup, 1860
- Hypselecara Kullander, 1986
- Hypsophrys Agassiz, 1859
- Kihnichthys McMahan & Matamoros, 2015 [2]
- Krobia Kullander & Nijssen, 1989
- Laetacara Kullander, 1986
- Maskaheros McMahan & Piller, 2015 [2]
- Mesoheros McMahan & Chakrabarty, 2015 [2]
- Mesonauta Günther, 1867
- Nandopsis Gill, 1862
- Nannacara Regan, 1905
- Nosferatu De la Maza-Benignos, Ornelas-García, Lozano-Vilano, García-Ramírez & Doadrio, 2015 [3]
- Oscura McMahan & Chakrabarty, 2015 [2]
- Parachromis Agassiz, 1859
- Paraneetroplus Regan, 1905
- Petenia Günther, 1862
- Pterophyllum Heckel, 1840
- Rheoheros McMahan & Matamoros, 2015 [2]
- Rocio Schmitter-Soto, 2007
- Rondonacara Ottoni & Mattos, 2015 [4]
- Symphysodon Heckel, 1840
- Tahuantinsuyoa Kullander, 1986
- Theraps Günther, 1862
- Thorichthys Meek, 1904
- Tomocichla Regan, 1908
- Trichromis McMahan & Chakrabarty, 2015 [2]
- Uaru Heckel, 1840
- Vieja Fernández-Yépez, 1969 [2]

## Hình ảnh

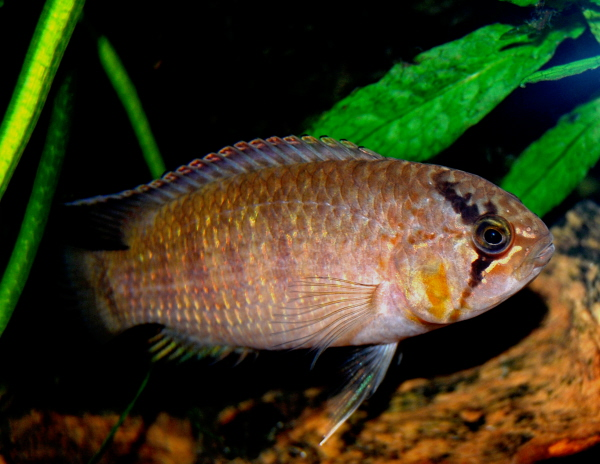
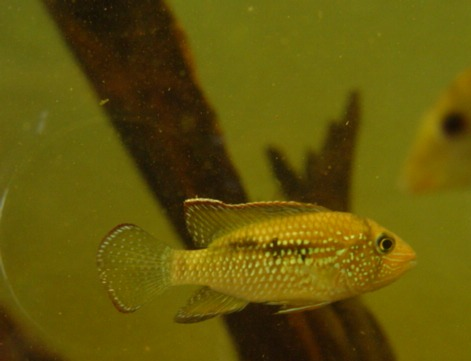
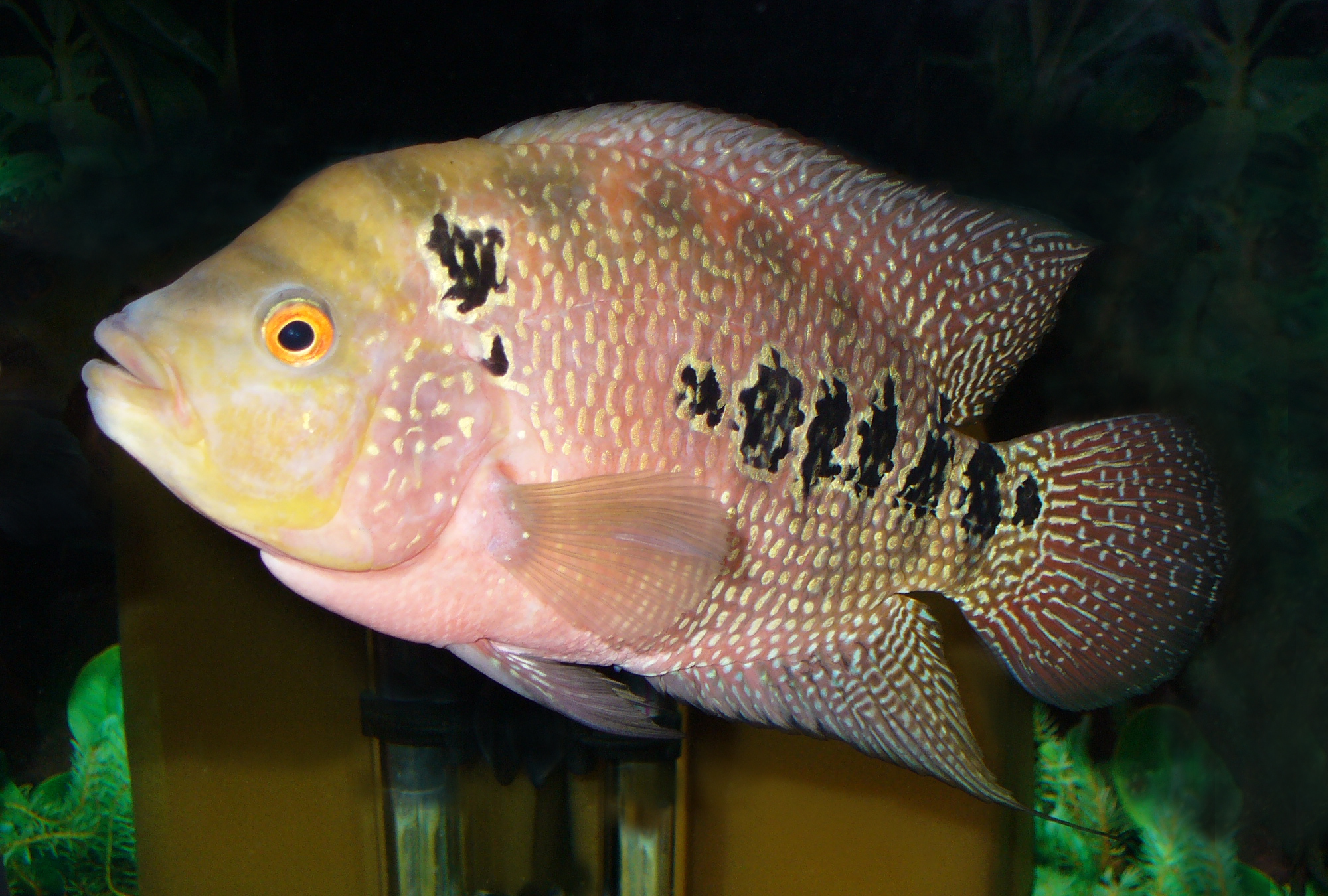
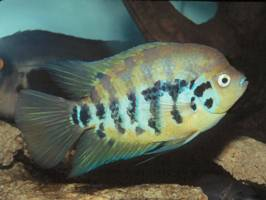